# Friedrich Julius Bieber

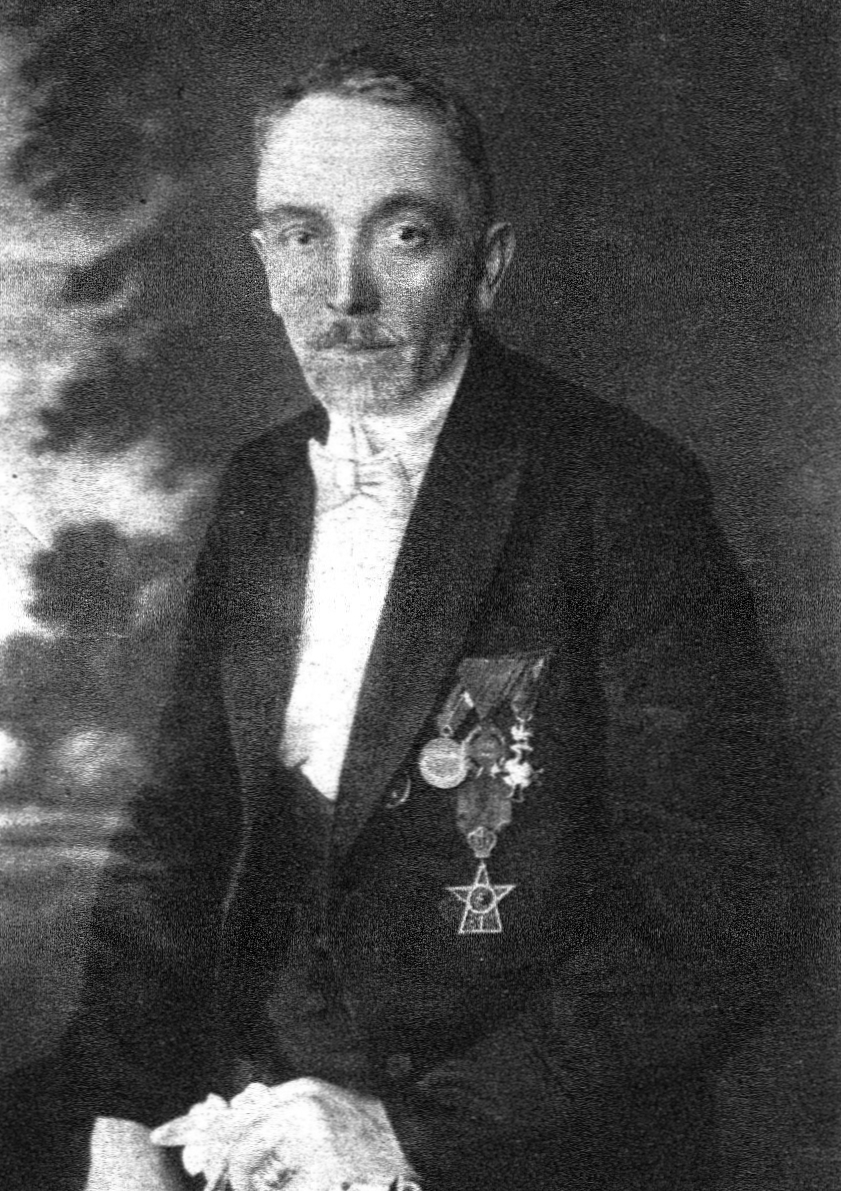
Fotografie von Rudolf Dührkoop

Friedrich Julius Bieber (* 24. Februar 1873 in Wien, Österreich-Ungarn; † 3. März 1924 ebenda) war ein österreichischer Afrikaforscher, Ethnograph und Sachbuchautor. Er reiste Anfang des 20. Jahrhunderts mehrmals durch Äthiopien. Danach publizierte er Berichte von seinen Reisen sowie über Geschichte, Kulturen und Sprachen des Landes, insbesondere des früheren Königreichs Kaffa und des gleichnamigen Volks.

## Leben
Friedrich Julius Bieber war das älteste von fünf Kindern eines Bankbeamten, der früh verstarb. Ein Buch über die Reisen Gerhard Rohlfs und Verney Camerons, das er mit acht Jahren geschenkt bekam, weckte sein Interesse für Afrika. Bieber erlangte allerdings keine höhere Schulbildung, sondern begann nach dem Tod des Vaters eine Schuster- und später eine Buchhändlerlehre.
1890 unternahm Bieber eine Reise nach Triest und Rijeka an der Adria (teils zu Fuß, teils mit der Eisenbahn), ein Jahr später reiste er nach Konstantinopel. Beeindruckt von Eduard von Callots Berichten über dessen Äthiopienreise entwickelte sich Bieber als Autodidakt zum Experten für dieses Land, über das er ab 1891 öffentliche Vorträge hielt. Mit den pensionierten Offizieren Alexander Varges und Albert Ragg erreichte er 1892 die damalige italienische Kolonie Eritrea und betrat damit erstmals den afrikanischen Kontinent. Die Weiterreise über Äthiopien in den Sudan, wo sie den Österreicher Rudolf Carl von Slatin (als Slatin Pascha in ägyptischen Diensten) aus der Gefangenschaft des „Mahdi“ befreien wollten, wurde ihnen jedoch von italienischen Behörden verwehrt. 1893 fand Bieber im k.k. Handelsministerium Anstellung als Diurnist im statistischen Dienst. Er konvertierte 1900 vom Katholizismus zur Evangelischen Kirche Helvetischen Bekenntnisses und heiratete im Jahr darauf Bertha Theresia Pilik.

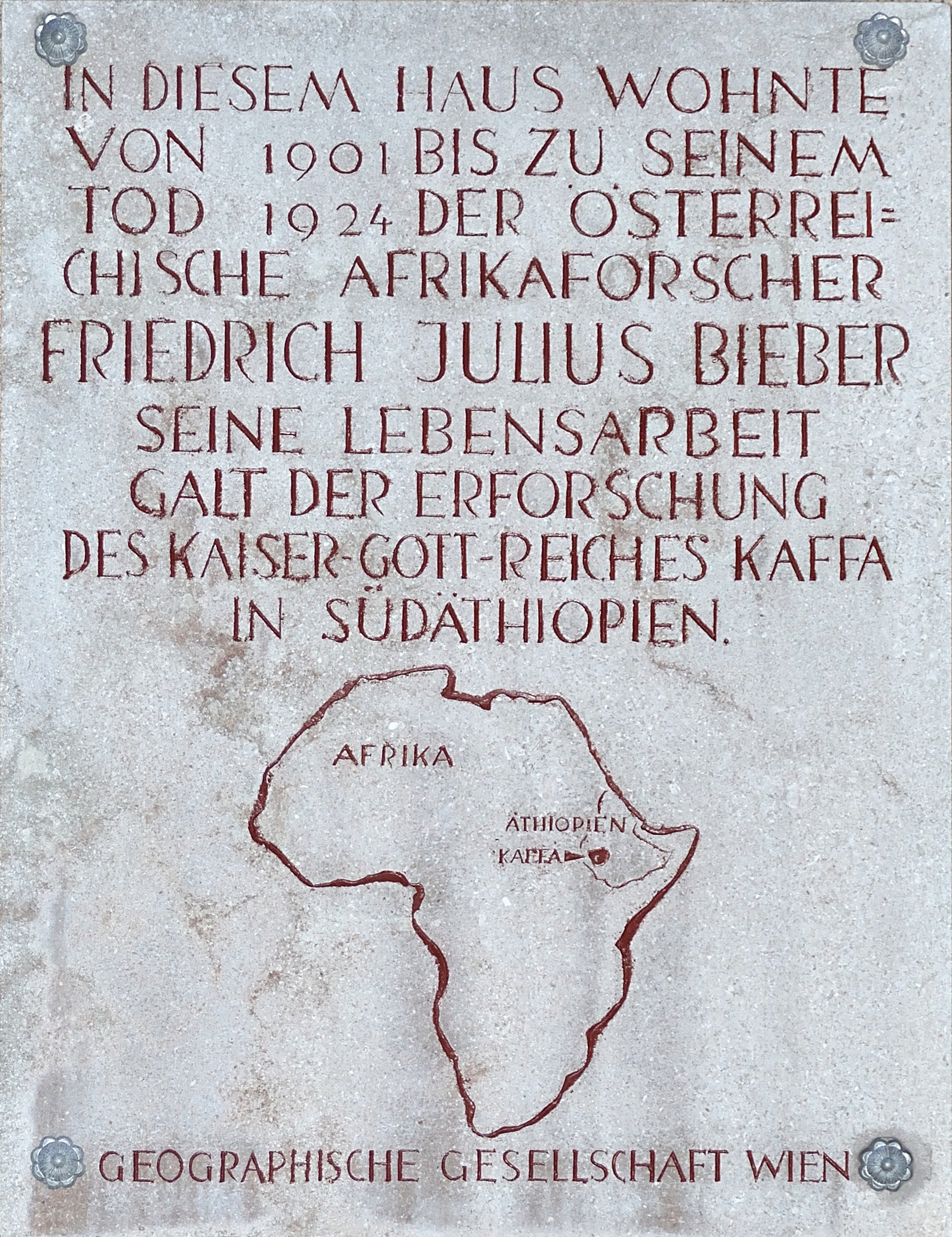
Gedenktafel an seinem Wohnhaus in der Auhofstraße 144

Als Mitglied einer österreichischen Handelsdelegation reiste Bieber Anfang 1904 mit dem Kaufmann Leopold Morgenstern an den äthiopischen Kaiserhof in Addis Abeba. Diese Reise diente der Vorbereitung der offiziellen k.k. Mission nach Äthiopien, die 1905 unter Leitung Ludwig von Höhnels stattfand, wiederum mit Bieber als landeskundlichem Spezialisten und Übersetzer für Amharisch. Die erfolgreiche Mission mündete in einen Handels- und Freundschaftsvertrag zwischen Äthiopien und Österreich-Ungarn. Anschließend kehrte Bieber nicht gleich nach Österreich zurück, sondern bereiste mit Alphons von Mylius Südwest-Äthiopien und sammelte Material über das ehemalige Königreich Kaffa, das Äthiopien 1897 annektiert hatte. Zurück in Österreich fungierte er 1907 als Delegationsleiter und Dolmetscher für eine äthiopische Handelsmission, die sein Land besuchte. 1909 bereiste er gemeinsam mit dem Industriellen Emil Pick erneut Äthiopien und gelangte an den Weißen Nil.
Bieber erhielt von Kaiser Menelik II. den Ritterorden "Stern von Äthiopien". Er erhielt reiche Ehrengeschenke und wurde zum Oberst der äthiopischen Armee ernannt.
Nach seiner Rückkehr aus Afrika entfaltete Bieber eine reiche wissenschaftliche Publikationstätigkeit. Sein zweibändiges Werk über Kaffa gilt als Standardwerk. Bieber, Vater zweier Söhne, war auch politisch als Sozialdemokrat bei den Kinderfreunden engagiert. Der Großteil seiner ethnographischen Sammlungen findet sich heute im Museum für Völkerkunde in Wien. Private Memorabilien sind im Bezirksmuseum Hietzing ausgestellt.

## Schriften
Biebers zweibändiges Werk über Kaffa gilt als eine der ganz wesentlichen Quellen zu dem Königreich, Biebers Veröffentlichungen machten, mit Ausnahme Antonio Cecchis Buch von 1885, alle vorherigen Veröffentlichungen zu Kaffa obsolet.
- Aitjôpija. Eine afrikanische Großmacht und ihr Werden. In: Mittheilungen der Geographischen Ges. in Wien, 44, 1901, S. 291–311.
- Die Harar-Bahn und Aethiopiens Außenhandel. In: Deutsche Rundschau für Geographie und Statistik, 24, 1902, S. 289–295.
- Die wirtschaftliche Erschließung Äthiopiens und der österreichische Export. Vortrag. Wien 1903.
- Die österreichische Expedition nach Kaffa. In: Deutsche Rundschau für Geographie und Statistik 28, 1906, Heft 4, S. 146–150.
- Von Adis Ababa über Affabot nach Dschibuti. In: Deutsche Rundschau für Geographie und Statistik 30, 1907, Heft 1–2, S. 13–22. 60–74.
- Die Bodenkultur in Kaffa. Ein Beitrag zur Ethnographie Äthiopiens. In: Deutsche Rundschau für Geographie und Statistik 31, 1908, Heft 2, S. 55–68.
- Reise durch Äthiopien und den Sudan. Expedition E. G. Pick. In: Mitteilungen der k.k. Geographischen Gesellschaft in Wien, 33, 1910, S. 313–364.
- Reise nach Harar und Adis Ababa. In: Deutsche Rundschau für Geographie und Statistik 32, 1910, S. 385–399. 442–452. 492–500.
- Meine Reise von Adis Ababa nach Chartum. In: Deutsche Rundschau für Geographie und Statistik 36, 1914, S. 298–316. 347–356.
- Reisen in Dschimma Kaka. In: Deutsche Rundschau für Geographie und Statistik 37, 1914/15, S. 267–277. 313–328.
- Geschichte der Könige von Kaffa. Überlieferungen der Kaffitscho oder Gonga. In: Mitteilungen des Seminars für Orientalische Sprachen 19, Abteilung 2.
- Aden. In: Mitteilungen der k.k. Geographischen Gesellschaft in Wien 60, 1917, S. 524–534.
- Kaffa. Ein altkuschitisches Volkstum in Innerafrika. Nachrichten über Land und Volk, Brauch und Sitte der Kaffitscho oder Gonga und das Kaiserreich Kaffa.
  - Band 1: Das Eigenleben der Kaffitscho oder Gonga. Aschendorff, Münster 1920.
  - Band 2: Das Gemeinleben der Kaffitscho oder Gonga. Anthropos-Vlg. St.Gabriel-Mödling, Wien 1923.
- Geschichte des Kaffaisch-Äthiopischen Krieges. Eine Überlieferung der Kaffitscho oder Gonga. In: Mitteilungen aus dem Seminars für Orientalische Sprachen 23–25, 1922
- Otto Bieber: Geheimnisvolles Kaffa. Im Reich der Kaiser-Götter. Universum, Wien 1948.
- Reisen nach Äthiopien : Tagebücher 1904, 1905, 1909 / Friedrich Julius Bieber ; herausgegeben von Sayuri Yoshida, Berlin ; Münster : LIT, [2021], ISBN 978-3-643-91062-2